# 우봉 이씨
우봉 이씨(牛峰李氏)는 황해북도 금천군 우봉면을 관향으로 하는 한국의 성씨이다. 시조 이공정(李公靖)은 고려 명종 때에 금자광록대부 벽상삼한공신(金紫光祿大夫壁上三韓功臣)이다.

## 역사
우봉 이씨(牛峰李氏)의 원조는 이두창(李頭昌)으로 신라의 우장군으로 지략이 뛰어나 옥저(沃沮)로 하여금 양마 200필을 헌납하게 한 공으로 공신이 되었다. 그러나 그 후의 후손에 대한 기록이 없어 후손 이공정(李公靖)을 시조로 하고 있다.
우봉이씨(牛峰李氏)의 시조 이공정(李公靖)은 시호가 문경(文景)으로, 고려 때 사람이다. 이공정은 금자광록대부(金紫光祿大夫) 벽상삼한공신(壁上三韓功臣) 삼중대광(三重大匡) 문하시중(門下侍中)으로 잠성부원군(岑城府院君)에 봉해졌고 우봉(牛峰) · 잠성(岑城) 등을 식읍으로 하사받아 그 곳에 세거하면서 관향(貫鄕)을 우봉(牛峰)으로 하였다. 그의 아들 이자성(李子晟)은 고려시대의 인물로서 문하시랑평장사(門下侍郞平章事)를 지냈고 몽골 침략을 막아내는 공을 세웠고 각종 반란을 진압하였다. 일제 시대에는 정치인 이완용(李完用) 후작을 배출하였다.

## 본관
우봉(牛峰)은 황해도 금천군 우봉면의 옛 지명으로 고구려에는 우잠(牛岑：牛嶺‧首知衣)이라 불렸다가 757년(신라 경덕왕 16) 우봉으로 고쳤다. 1015년(고려 현종 6)에는 평주현(平州縣： 平山)에 예속되었고, 1062년(문종 16)에 경기도 개성부에 예속되었다. 1395년(태조 4)에 현으로 승격되었으며, 1413년(태종 13)에는 황해도에 속하였다. 1469년(예종 1)에 감무(監務)를 두었다가, 1652년(효종 3)에 [강음(江陰)‧우봉을 합쳐 금천군으로 개칭하였다.

## 인물
- 이공정 - 시조. 고려 병부상서.
- 이자성 - 문하평장사.
- 이길배 - 조선 황해도관찰사
- 이승건 - 함경도관찰사, 호조참판.
- 잠성부부인 이씨 - 영조의 국구 달성부원군 서종제의 처, 정성왕후의 어머니
- 이숙 - 우의정, 이조판서.
- 이만성 - 이•병조판서. 이숙의 아들.
- 이광문 - 의정부 우참찬, 이•형조판서, 한성부판윤, 전라도관찰사
- 이광정 - 이•호•형조판서, 한성부판윤, 경기•강원도관찰사
- 이우 - 판의금부사, 의정부 좌•우참찬, 이•예•형•공조판서, 한성부판윤, 경기관찰사
- 이완용 - 주요 친일파. 내각총리대신, 학부•외부대신, 조선귀족 후작.
- 이윤용 - 주요 친일파. 형조판서. 대한제국 군부•농상대신. 조선귀족 남작. 한성은행 은행장. 이완용의 이복서형.
- 이항구 - 주요 친일파.  이왕직 장관, 조선귀족 남작. 이완용의 차남.
- 이병도 - 대한민국 학술원 회원, 서울대 교수, 문교부장관
- 이어령 - 대한민국 예술원 회원, 이화여대 교수, 문화부 장관. 이병도의 7촌 조카.
- 이장무 - 서울대 총장. 이병도의 친손자.
- 이건무 - 문화재청장. 국립중앙박물관장. 이병도의 친손자.
- 이동녕 - 제4•6•7대 국회의원. 봉명그룹 창업주.
- 이세무 - 前 봉명그룹 회장. 이동녕의 장남.
- 이병무 - 아세아그룹 명예회장. 이동녕의 차남.
- 이승무 - 제14대 국회의원. 前 봉명그룹 부회장. 이동녕의 3남.
- 이윤무 - 아세아제지 명예회장. 이동녕의 4남.
- 이훈범 - 아세아그룹 회장. 이병무의 장남.
- 이인범 - 아세아그룹 부회장. 이병무의 차남.
- 이현범 - 우신벤처투자 전무. 이윤무의 장남.
- 이병훈 - MBC PD.
- 이범수 - 배우

## 항렬표
| 23세     | 24세     | 25세   | 26세              | 27세   | 28세     | 29세   | 30세     | 31세   | 32세     | 33세   | 34세     | 35세   | 36세     | 37세   | 38세     | 39세   | 40세     | 41세     | 42세     | 43세   | 44세     |
| -------- | -------- | ------ | ----------------- | ------ | -------- | ------ | -------- | ------ | -------- | ------ | -------- | ------ | -------- | ------ | -------- | ------ | -------- | -------- | -------- | ------ | -------- |
| 口용(用) | 口구(九) | 병(丙) | 口녕(寧) 口형(衡) | 무(茂) | 口범(範) | 강(康) | 口재(宰) | 성(聖) | 口규(揆) | 학(學) | 口건(建) | 인(寅) | 口경(卿) | 진(震) | 口선(選) | 년(年) | 口업(業) | 口보(輔) | 口준(遵) | 성(成) | 口현(玄) |

## 집성촌
집성촌은 황해도 금천군 우봉면을 비롯하여 충남 보령시 미산면, 충북 청주시 가덕면, 옥천군 이원면, 경북 경주시, 문경군, 경기도 양평군 등이 있다.

## 인구
- 1985년 4,278가구 17,513명
- 2000년 6,388가구 20,525명
- 2015년 23,902명